# Ascalaphus dicax
Ascalaphus dicax är en insektsart som beskrevs av Walker 1853. Ascalaphus dicax ingår i släktet Ascalaphus och familjen fjärilsländor. Inga underarter finns listade i Catalogue of Life.